# ام‌اس وولین
ام‌اس وولین (به انگلیسی: MS Wolin) یک کشتی است که طول آن ۱۸۸٫۹۰ متر (۶۲۰ فوت) می‌باشد. این کشتی در سال ۱۹۸۶ ساخته شد.